# بو واتسون
بو واتسون (بالإنجليزية: Bo Watson)‏ هو سياسي أمريكي، ولد في 21 أكتوبر 1960. حزبياً، نشط في الحزب الجمهوري. وقد انتخب عضو مجلس ولاية تينيسي.

## وصلات خارجية
- الموقع الرسمي